# Coleophora tholoneura
Coleophora tholoneura é uma espécie de mariposa do gênero Coleophora pertencente à família Coleophoridae.